# Яфтали, Абдулла
Абдулла Яфтали (6 мая 1914 — 17 июля 2003) — афганский государственный деятель.

## Семья и образование
Выходец из богатой хазарейской семьи. Отец — Мирза Мухаммед Яфтали, посол Афганистана в Москве в 1920—1922 и 1926—1928 (в детстве Абдулла Яфтали некоторое время жил вместе с отцом в СССР). Сестра отца была замужем за эмиром Хабибуллой.
Окончил лицей в Кабуле, учился на естественно-научном факультете Кабульского университета, на экономическом факультете Токийского университета (Япония), жил и учился в США.

## Карьера
Занимал ряд руководящих постов в экономических структурах Афганистана: был начальником кредитного управления в «Да Афганистан банк», управляющим Строительным банком, начальником управления налогов в министерстве финансов, начальником управления статистики в министерстве планирования, начальником управления государственных монополий. Преподавал в Кабульском университете.
С 1964 — заместитель министра финансов, и. о. министра финансов, был также секретарём Совета министров, в марте — ноябре 1965 — и. о. министра планирования в правительстве Мухаммеда Юсуфа.
В 1965—1967 — министр финансов в правительстве Мухаммеда Хашема Майвандваля. В январе — июле 1967 — министр, вице-председатель Высшего экономического совета Афганистана, с июля 1967 — министр планирования в том же правительстве. Осенью 1967 был исполняющим обязанности премьер-министра после отставки Майвандваля. В 1967—1969 — второй заместитель, в 1969—1971 — первый заместитель премьер-министра Нур Ахмада Эттемади.
В период правления Мухаммеда Дауда находился в отставке. Затем эмигрировал в США, где он скончался 17 июля 2003 года.